# Pseudozarba bipartita
Pseudozarba bipartita là một loài bướm đêm trong họ Noctuidae.